# منشأة أبو دخان
قرية منشاة أبو دخان هي إحدى القرى التابعة لمركز ببا في محافظة بني سويف في جمهورية مصر العربية. حسب إحصاءات سنة 2006، بلغ إجمالي السكان في منشاة أبو دخان 1436 نسمة، منهم 762 رجل و674 امرأة.